# Castel Viscardo
Castel Viscardo är en ort och kommun i provinsen Terni i regionen Umbrien i Italien. Kommunen hade 2 861 invånare (2018).